# Greatest Hits, Volume 2 (Otis Redding)
Greatest Hits, Volume 2 è un album raccolta di Otis Redding, pubblicato dalla Duchesse Records nel 1992.

## Tracce
1. You Send Me – 3:13
2. Stand By Me – 2:49
3. Lucille – 2:28
4. Louie Louie – 2:04
5. I Need Your Lovin' – 2:47
6. Hey Hey Baby – 2:42
7. It's Too Late – 3:01
8. Home in Your Heart – 2:04
9. For Your Precious Love – 2:50
10. That's What My Heart Needs – 2:36
11. The Dog – 2:32
12. I Want to Thank You – 2:34
13. Chained and Bound – 2:33
14. Something Is Worrying Me – 2:26
15. Your One and Only Man – 3:11
16. Nothing Can Change This Love – 3:01